# Río Vrbanja

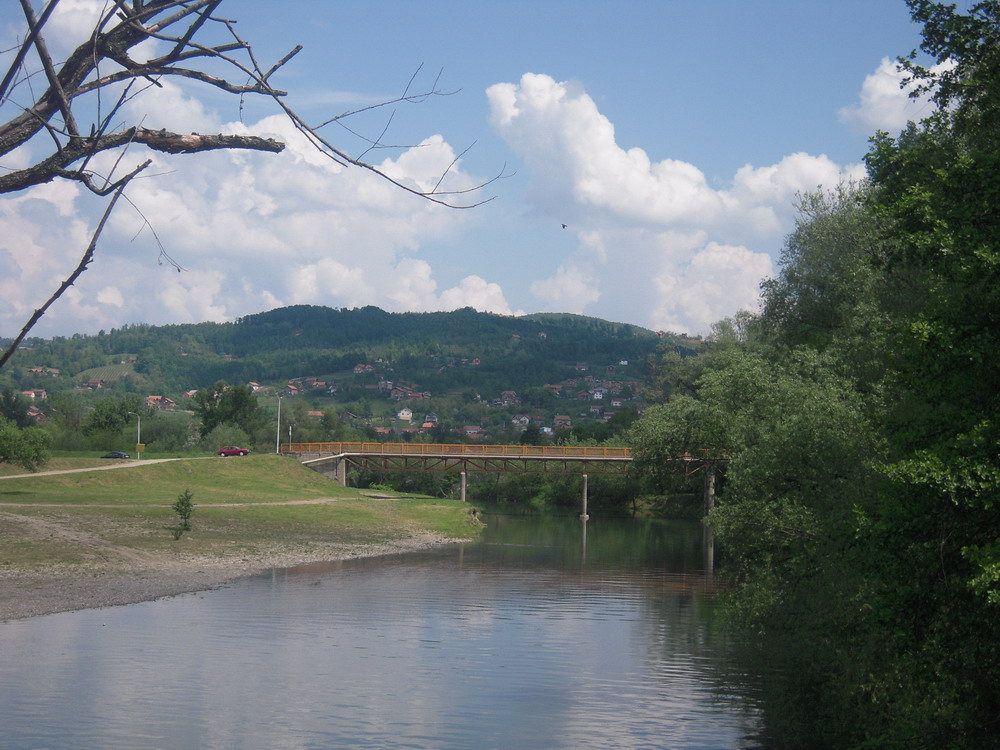
El río Vrbanja a su paso por Banja Luka

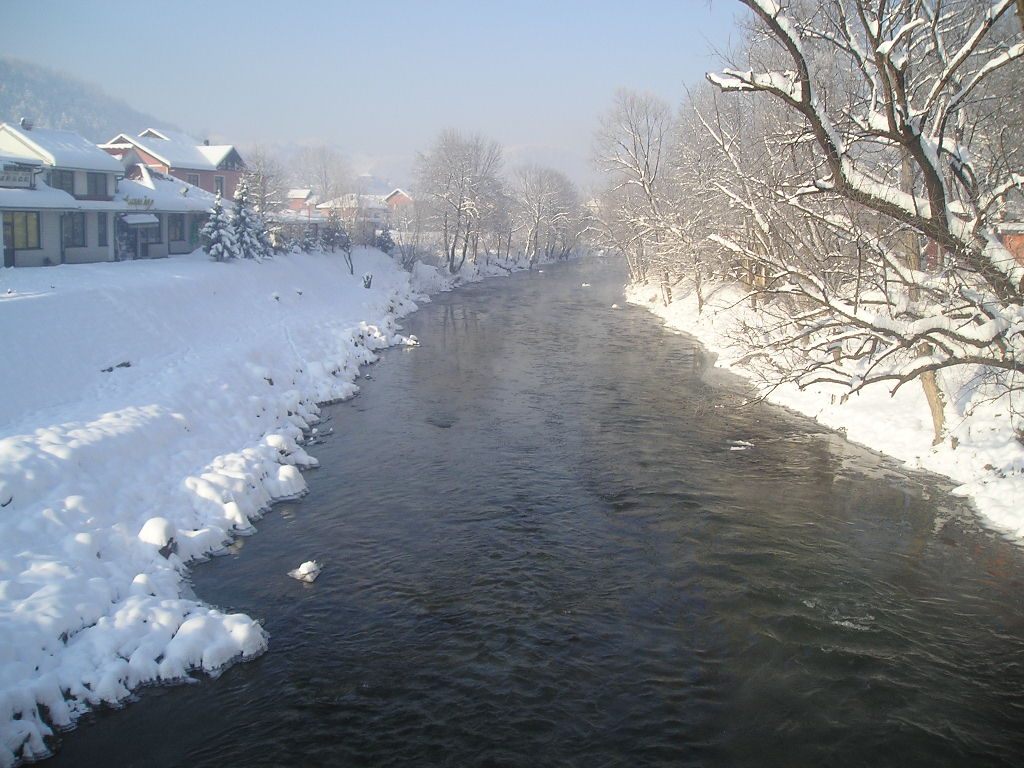
Vrbanja en Čelinac.

El río Vrbanja (en serbio cirílico: Врбањa) es un importante afluente derecho del río Vrbas. Fluye a lo largo de 85 km, y la superficie de su cuenca es de unos 703.5 km². Hay muchas estimaciones diferentes de la longitud del Vrbanja, desde 84 km a 95.4 km. Hay varias centrales hidroeléctricas en su curso. 
La fuente del Vrbanja se encuentra en las laderas de la montaña Vlašić, aguas arriba de la localidad de Pilipovina (a unos 1530 metros sobre el nivel del mar). El área alrededor de la fuente se llama "Prelivode", con un radio de alrededor de 2-3 kilómetros. Prelivode está en una cresta entre las montañas Vlasic (1933 m) y Meokrnje (1425 m).
El Vrbanja fluye a través de Kruševo Brdo, Šiprage, Obodnik, Vrbanjci, Kotor Varoš,  Zabrđe, Čelinac y la población de Vrbanja. Se une al río Vrbas en Banja Luka.
El río es alimentado por numerosos afluentes de las montañas Vlasic, Čemernica, Borja y Uzlomac. Los afluentes del lado derecho más importantes son el Bobovica, Crkvenica, Kruševica, Jezerka,  Bosanka y  Jošavka, y los afluentes del lado izquierdo de mayor entidad son el Ćudnić, Ćorkovac, Demićka, Sadika, Grabovička rijeka, Duboka, Vigošća/Vigošta, Cvrcka y Jakotina.